# Silicium polycristallin
Le silicium polycristallin, aussi couramment appelé polysilicium ou poly-Si est une forme particulière du silicium, qui se différencie du silicium monocristallin et du silicium amorphe.
Contrairement au premier (composé d'un seul cristal) et au second (n'ayant aucune ou une très faible cohérence cristallographique), le silicium polycristallin est constitué de multiples petits cristaux de tailles et de formes variées, qui lui confèrent des propriétés différentes des deux autres formes.

## Silicium monocristallin et polycristallin

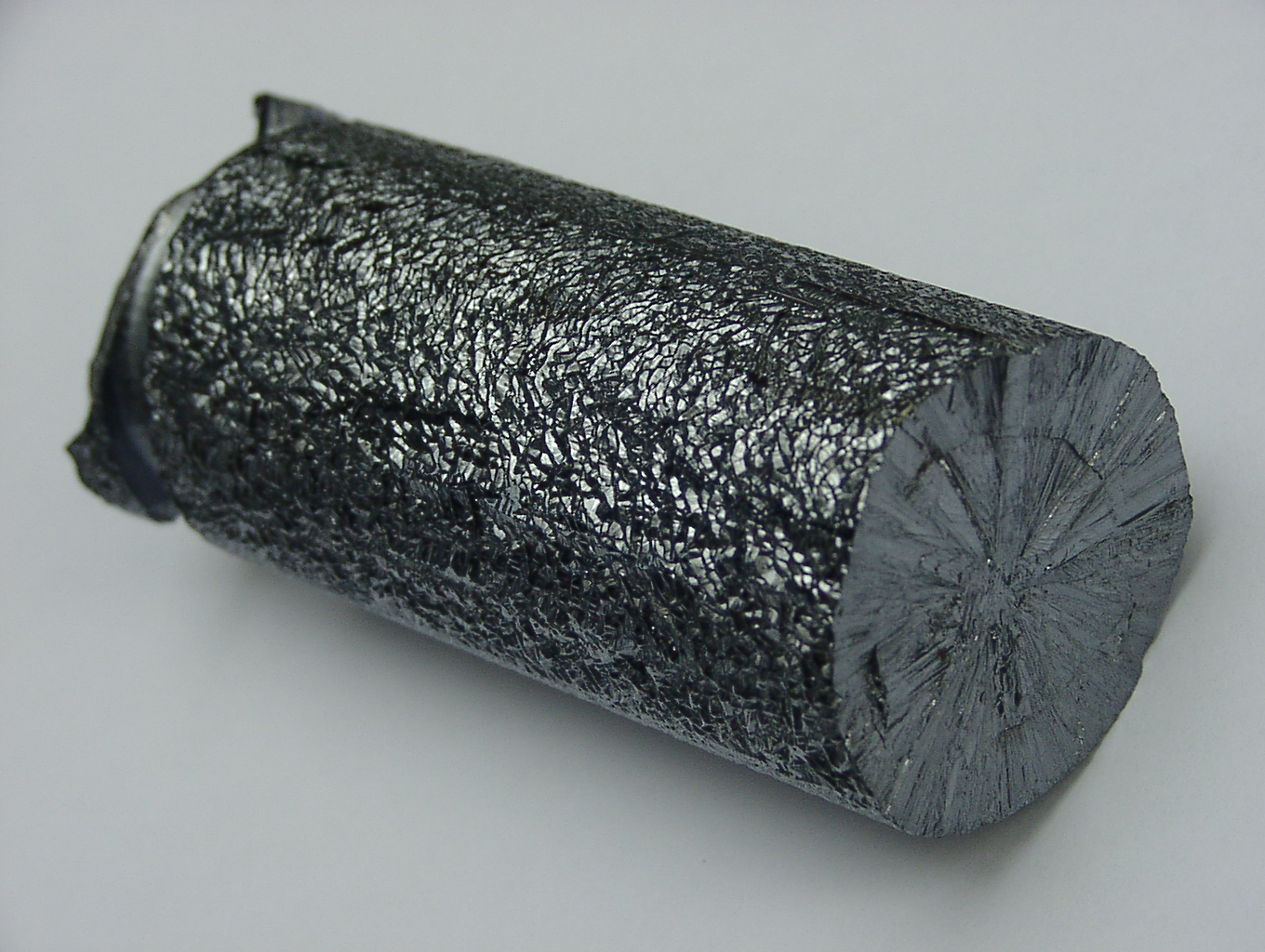
Barreau de silicium polycristallin fabriqué par le procédé Siemens

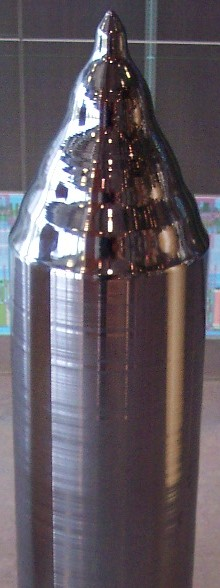
Silicium monocristallin

- Dans le silicium monocristallin, le cristal est homogène, d'un seul tenant et sans joint de grain. C'est ce qui lui donne une couleur unie gris-noir métallique assez caractéristique.
- Au contraire le silicium  polycristallin est composé d'un très grand nombre de petits cristaux ou  cristallites de silicium. Il se différencie nettement d'aspect du silicium monocristallin : il est constitué d'une multitude de paillettes d'aspect métallique.

## Utilisation

### Fabrication du silicium monocristallin
Le silicium polycristallin est notamment utilisé pour fabriquer du silicium monocristallin (quasi inexistant à l'état naturel, et utilisé dans l'industrie des semi-conducteurs (puces, cellules photovoltaïques).

### Électronique
Cependant le polysilicium est aussi un composé clé dans les circuits intégrés et les processeurs AMD et Intel. Celui-ci est en effet utilisé dans la grille des transistors MOSFET et CMOS. Pour ces technologies, le polysilicium est déposé par dépôt chimique en phase vapeur à basse pression (LPCVD) à haute température et est habituellement fortement dopé (P ou N).

### Énergie solaire
À titre d'exemple, le polysilicium produit par le japonais Kyocera constituera les modules photovoltaïques de la nouvelle centrale solaire de Muta (Compagnie d'Électricité de Kyushu) devant être posé en avril 2010. Cette centrale (80 000 m2 au sol) de 3 MW doit produire 3,2 GWh/an d'électricité solaire dès novembre 2010.